# Eueupithecia cisplatensis
Eueupithecia cisplatensis är en fjärilsart som beskrevs av Louis Beethoven Prout 1910. Eueupithecia cisplatensis ingår i släktet Eueupithecia och familjen mätare. Inga underarter finns listade i Catalogue of Life.